# Вишневецкий сельсовет
Вишневецкий сельсовет (бел. Вішняве́цкі сельсавет) — административная единица на территории Столбцовского района Минской области Республики Беларусь.

## История
Вишневецкий сельский Совет образован в 1940 году.

## Состав
Вишневецкий сельсовет включает 11 населённых пунктов:
- Ахремовичи — деревня.
- Вишневец — агрогородок.
- Вязовец — деревня.
- Головенчицы — деревня.
- Горки — агрогородок.
- Жатерево — деревня.
- Заречье — деревня.
- Кремец — деревня.
- Мархачевщина — деревня.
- Новопольцы — деревня.
- Падеричи — деревня.
- Перекоповщина — деревня.
- Раёвщина — деревня.
- Савони — деревня.
- Халаимовщина — деревня.

## Производственная сфера
Сельскохозяйственный производственный кооператив «Вишневецкий».

## Социально-культурная сфера
- Учреждения образования и дошкольные учреждения: Вишневецкий детский сад, Учреждение образования «Вишневецкая государственная общеобразовательная школа»
- Медицинское обслуживание: Мархачевщинский фельдшерско-акушерский пункт обслуживает, Вишневецкая врачебная амбулатория
- Учреждения культуры и спорта: Вишневецкий СДК, Вишневецкая библиотека, Мархачевщинский сельский клуб, Мархачевщинская библиотека, Кремецкий сельский клуб-библиотека

## Памятные места
- Обелиск погибшим землякам во время Великой Отечественной войны в деревне Вишневец
- Памятник погибшим в годы Великой Отечественной войны в деревне Мархачевщина

## Достопримечательности
- Искусственный водоем (озеро) в деревне Вишневец
- Реки Говезнянка, Жатеровка, Рудавка